# Orientopius formosanus
Orientopius formosanus är en stekel som beskrevs 1966 av Maximilian Fischer. Arten ingår i släktet Orientopius och familjen bracksteklar. Inga underarter finns listade i Catalogue of Life.